# Gioia (nome)
Gioia  è un nome proprio di persona italiano femminile.

## Varianti
- Femminili: Zoia[1]
  - Alterati: Gioietta[1], Gioiella[1], Gioina[1], Gioiosa[1]
- Maschili
  - Alterati: Gioiello[1], Gioino[1]

### Varianti in altre lingue
- Inglese: Joy[4][5], Joye[4][5], Joi[4][5], Joia[5]

## Origine e diffusione
Si tratta di un nome augurale e gratulario di epoca già medievale, dal significato trasparente; riprende infatti il termine italiano "gioia", nel senso di "felicità", "allegria", ma anche di "gioiello", "pietra preziosa". È quindi accostabile a nomi quali Noemi, Eufrasia, Letizia e Leto, ma anche a Diamante, Rubina, Gemma e Perla. Analoga origine ha l'inglese Joy, attestato già a partire dal XII secolo, non sopravvisse al Medioevo, e venne ripreso regolarmente solo a partire dal tardo XIX secolo.
Etimologicamente, il sostantivo italiano "gioia" e quello inglese "joy" derivano dal francese joie, che a sua volta è una trasformazione del latino gaudia, plurale di gaudium, "gaudio", "felicità".
In Italia il nome "Gioia" è accentrato, per oltre la metà dei casi, in Toscana; la variante "Zoia" (che coincide, tra l'altro, con una forma slava del nome Zoe) è propria del Nord-Est, mentre Gioiosa è più frequente nel Salento.

## Onomastico
L'onomastico ricorre il 1º novembre, festa di Ognissanti, poiché non esistono sante con questo nome che è quindi adespota.

## Persone
- Gioia Barbieri, tennista italiana

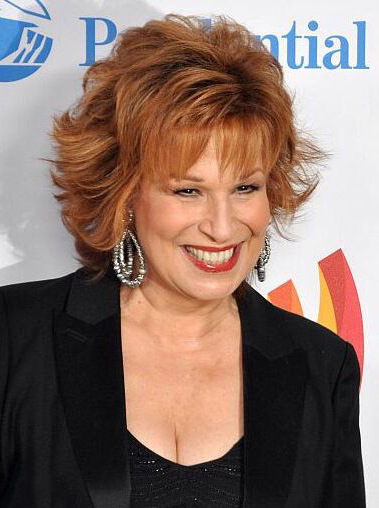
Joy Behar

- Gioia Benelli, regista e sceneggiatrice italiana
- Gioia Ghezzi, dirigente d'azienda italiana
- Gioia Marzocca, schermitrice italiana
- Gioia Masia, calciatrice italiana
- Gioia Scola, attrice italiana
- Gioia Spaziani, attrice italiana

### Variante Joy

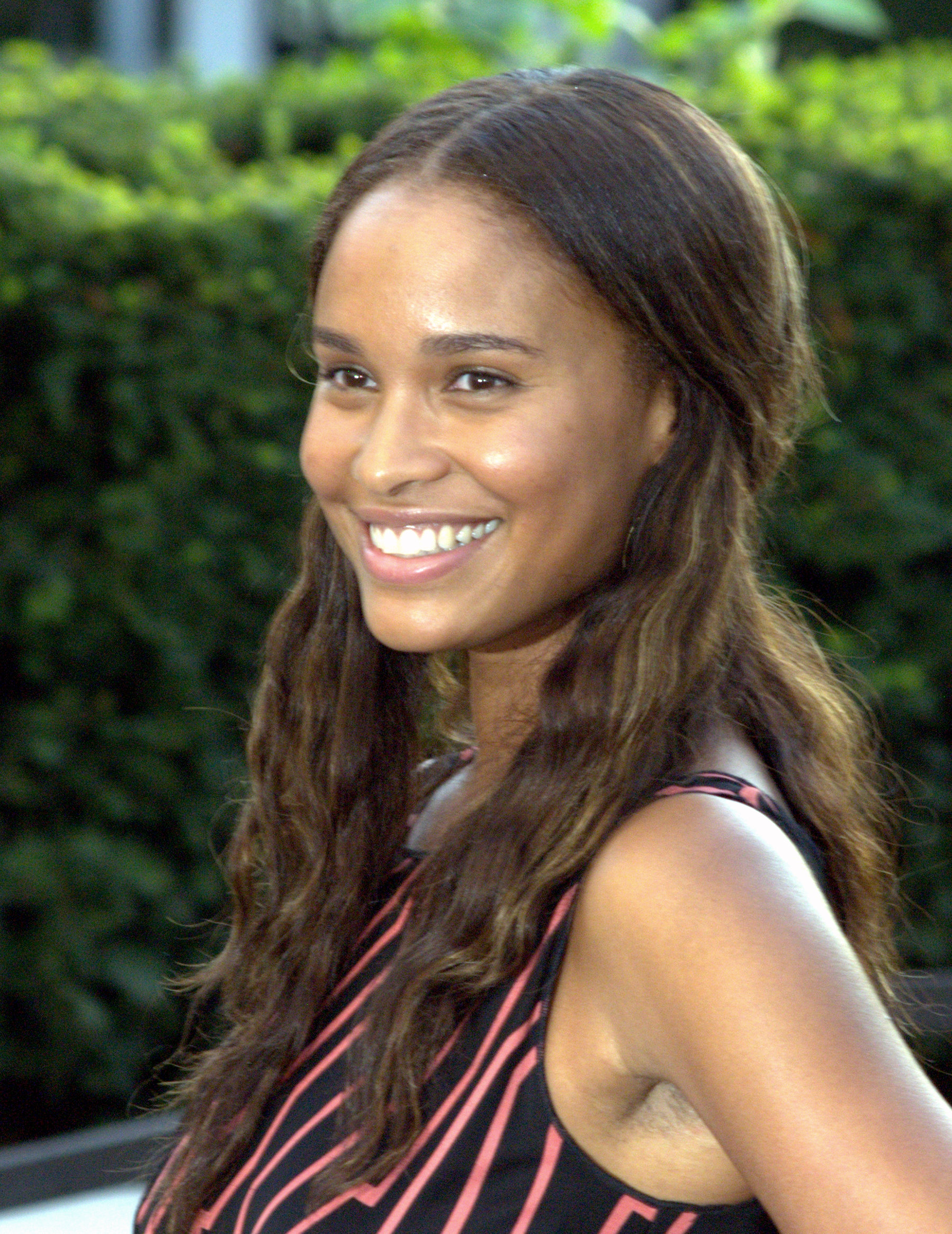
Joy Bryant

- Joy Adamson, scrittrice, naturalista e pittrice austriaca naturalizzata britannica
- Joy Behar, attrice, comica e personaggio televisivo statunitense
- Joy Bryant, attrice e modella statunitense
- Joy Denalane, cantante tedesca
- Joy Lauren, attrice statunitense
- Joy Leutner, triatleta statunitense
- Joy Page, attrice statunitense
- Joy Saltarelli, doppiatrice italiana
- Joy Tanner, attrice statunitense

## Il nome nelle arti
- L'infermiera Joy è un personaggio ricorrente della serie Pokémon.
- Joy Jones è un personaggio della soap opera Beautiful.
- Joy Ranocchio è un personaggio della serie animata Regal Academy.
- Joy Turner è un personaggio della serie televisiva My Name Is Earl.
- La principessa Gioia è un personaggio della miniserie televisiva The Generi.